# 中経出版
中経出版（ちゅうけいしゅっぱん）は、日本の出版社・KADOKAWAのブランドの一つ。
本項では、ブランドカンパニー化以前の株式会社中経出版についても解説する。
「中経」の略称を用いる東海地方のブロック経済紙・中部経済新聞とは無関係。

## 沿革
1968年6月6日に会社設立。ビジネス書、語学書、学習参考書、教養書などを出版している。かつては静岡県伊東市の旅館「わかつき別邸」を保有していた。
2008年11月26日に、新人物往来社・荒地出版社を関連会社（グループ会社）化し出版事業すべてを譲り受け、店頭在庫も100%継承した。
2009年2月26日に、角川グループホールディングスが株式の取得を発表。旅館経営事業を新設分割により株式会社わかつき別邸（現：株式会社データエージェント）に譲渡し、同年4月7日に角川グループホールディングスの子会社となった。また、同年10月には子会社の樂書舘を統合再編した。
2013年4月1日に新人物往来社を吸収合併した。同年10月1日、KADOKAWAに吸収合併され、ブランドカンパニーとなった。これ以降書籍の出版社表記には「中経出版」に代わって「KADOKAWA」が記され、現状では小説・エッセイ等と区別するためのブランドとなっている。
2017年7月19日、公式サイトがKADOKAWAのサイトに吸収・移転。
2021年8月17日、KADOKAWAオフィシャルサイト内の中経出版のブランドページが閉鎖。

## 出版内容
ビジネス書、語学書、実用書が中心。軽装で読みやすいスタイルを貫いている。

### ビジネス書
経営実務から経済・金融、ビジネス自己啓発まで、ビジネスに関わる広範なジャンルを手がける。
1999年刊行の『経済のニュースが面白いほどわかる本』は、ビジネス書として日本の出版業界史上初めて100万部を突破した。最近では、『できる人の勉強法』シリーズ（シリーズ累計45万部）、『本当に頭がよくなる 1分間勉強法』（50万部）、『たった1分で人生が変わる 片づけの習慣』（30万部）などのベストセラーが誕生している。
また、近年の代表的な書籍シリーズとして『ポイント図解』シリーズ（旧『知りたいことがすぐわかる』シリーズ、累計250万部）、『1時間でわかる図解』シリーズ、「中経実務Books」シリーズなどがある。

### 一般書
『ウルトラマン研究序説』（1991）は40万部を超えるベストセラーとなり、いわゆる「謎本」ブームのさきがけであった。
コミックエッセイでは絵日記サイト「ダンカン。」のよしたにによる『ぼく、オタリーマン。』『理系の人々』シリーズは累計120万部を超える大ヒットとなっているほか、見ル野栄司の『シブすぎ技術に男泣き!』もシリーズ累計20万部を突破している。
また、読み物としては、男性向けの『遊びの品格』（8万部突破）、女性向けの『1秒で彼を夢中にさせる本』（10万部突破）がある。教養書として、『あらすじで読む日本の名著』シリーズ、『さわりで覚えるクラシック』シリーズも、中高年を中心に大ヒットとなった。日本各地の地域別のステレオタイプな人物像を面白おかしく紹介する「ルールシリーズ」のうち、『大阪ルール』『大阪おかんルール』を原作とした『僕の妹は「大阪おかん」』として2012年にアニメ化されている。

### 語学書
英語を中心に、中国語、韓国語、そのほか諸外国語入門書、TOEIC、TOEFL対策書など、幅広く出版している。
『ソニー式英会話 英語は3秒で話せ!』『英語を35歳からモノにする本』『英語の頭に変わる本』『中学3年間の英語を10時間で復習する本』『CDを聞くだけで英単語が覚えられる本』『竹岡広信・安河内哲也の この英語本がすごい!』『まるおぼえ英単語2600』などのロングセラー、ベストセラーを多数出している。
後述の学習参考書同様に、『カゲロウプロジェクト』や『きんいろモザイク』などアニメや漫画、小説とコラボレーションした語学書も発行しているほか、付属CDや公式サイトからダウンロードできるレッスン用のナレーション音声に声優を起用するなどしている。

### 学習参考書
2008年8月刊行の『本当に頭がよくなる 1分間勉強法』は累計50万部を超えるヒットを記録し、『～が面白いほどわかる本』シリーズなどロングセラーも多数発行している。
表紙イラストに江川達也やよしづきくみちなどの漫画家を起用しているのも、他の参考書には見られない特色で、書店で目立つ装丁が話題になることが多い。特に『センター試験 ○○の点数が面白いほどとれる本』シリーズは、発行部数は累計200万部（2010年現在）を突破している。
2010年10月には角川グループという地の利を活かし、漫画『らき☆すた』（美水かがみ、角川書店）とコラボレーションした『『らき☆すた』と学ぶ 化学[理論編]が面白いほどわかる本』を発行、発売直後に増刷される話題作となった。その後も『ケロロ軍曹』（吉崎観音）のキャラクターを用いた小学生向けの漢字・計算ドリル、『涼宮ハルヒの憂鬱』（谷川流/いとうのいぢ）の本文を用いた英単語参考書の発行などを行っている。

### 中経の文庫
2006年9月1日創刊。毎月6点を刊行し、累計の総点数は2010年11月現在で300を超えている。「ビジネス」「人文・社会」「趣味・暮らし」のジャンルがあり、ビジネス・自己啓発・健康・女性・雑学などの幅広いテーマで展開しており、文庫書き下ろしも多数ある。
代表的ベストセラーとしては（2010年11月時点）、『9割の病気は自分で治せる』（22万部）、『病気にならない免疫生活のすすめ』（24万部）、『図解で身につく！ ドラッカーの理論』（11万部）、『空海！感動の人生学』（15万部）、『持たない暮らし』（23万部）など。
中経の文庫のマスコットキャラクターとして犬山セバスチャン（雑種犬）がいる。肩書きは広報部主任。中経出版のホームページ上でナビゲーターを務め、「犬山通信」コーナーもある。

### 歴史関連書
吸収合併した新人物往来社の事業を継承した物で、月刊歴史専門雑誌『歴史読本』や歴史書の文庫レーベル『新人物文庫』、その他歴史関連書籍を手がけている。

### 自費出版
自費出版事業を手がける出版サポート編集部では、主に個人向けの自費出版や、法人向けの事業出版を展開している。
個人向けの自費出版では『城下町・津山 母が作ったハイカラ料理』『フィレンツェ 美をめぐる旅』『バルセロナの不思議に魅せられて』のような一般書、『世界一やさしい株の本』のようなビジネス書をはじめとして、多数の書籍を手がける。事業出版では、『日本でいちばん働きがいのある会社』（一部市販）、『お客様満足の追求が元気会社をつくった!』などがある。